# Lionel Ferret
Lionel Ferret est un gardien de rink hockey né le 28 janvier 1987. Durant les années 2010, il évolue au sein de l'US Coutras dans l'équipe première du club qui évolue en Nationale 1.

## Palmarès
Il est champion de France de Nationale 1 avec l'US Coutras en 2010 et 2011. 